# بارهنگ آبی گره‌دار
بارهنگ آبی گره‌دار (نام علمی: Potamogeton nodosus) نام یک گونه از سرده گوشاب است.